# Martín Barba
Martín Barba  (Oaxaca, Mexikó, 1989. december 2. –) mexikói színész.

## Élete és pályafutása
Két nővére van. Három évig tanult a Televisa színészképzőjében, a Centro de Educación Artísticában (CEA). Karrierje kezdetén kisebb szerepeket kapott a Televisától. 2012-ben megkapta első főszerepét. Az utolsó évben Benjamín Casanegrát alakította Kendra Santacruz mellett. 2013-ban megkapta David Suárez szerepét Az örökség című telenovellában. 2014-ben az En otra pielben Ricardot alakítja. Partnere ismét Kendra Santacruz.[forrás?]

## Filmográfia

### Televízió
| Év   | Eredeti Cím                | Cím            | Szerep                    | Stúdió                |
| ---- | -------------------------- | -------------- | ------------------------- | --------------------- |
| 2008 | Las tontas no van al cielo | Candy          |                           | Televisa              |
| 2008 | La Rosa de Guadalupe       |                |                           | Televisa              |
| 2009 | Verano de amor             |                | Jordí Heidi               | Televisa              |
| 2009 | Sortilegio                 | Kettős játszma |                           | Televisa              |
| 2011 | Como dice el dicho         |                |                           | Televisa              |
| 2011 | Una familia con suerte     |                |                           | Televisa              |
| 2012 | Último año                 | Az utolsó év   | Benjamín Casanegra Green  | MTV-Cadena Tres-Argos |
| 2013 | La Patrona                 | Az örökség     | David José Beltrán Suárez | Telemundo-Argos       |
| 2014 | En otra piel               |                | Ricardo Cantú             | Telemundo             |
| 2014 | Señora Acero               |                | Joaquín                   | Telemundo-Argos       |

### Film
- Malaventura (2012)
- Cuatro lunas .... Pepe (2013)

### Videóklipek
- Matteos: El tiempo no lo cambiará (2011)

## Díjak és jelölések
People en Español-díj
| Év   | Kategória           | Cím        | Eredmény |
| ---- | ------------------- | ---------- | -------- |
| 2013 | Legjobb új tehetség | Az örökség | Jelölve  |